# Aartsbisdom Thare en Nonseng

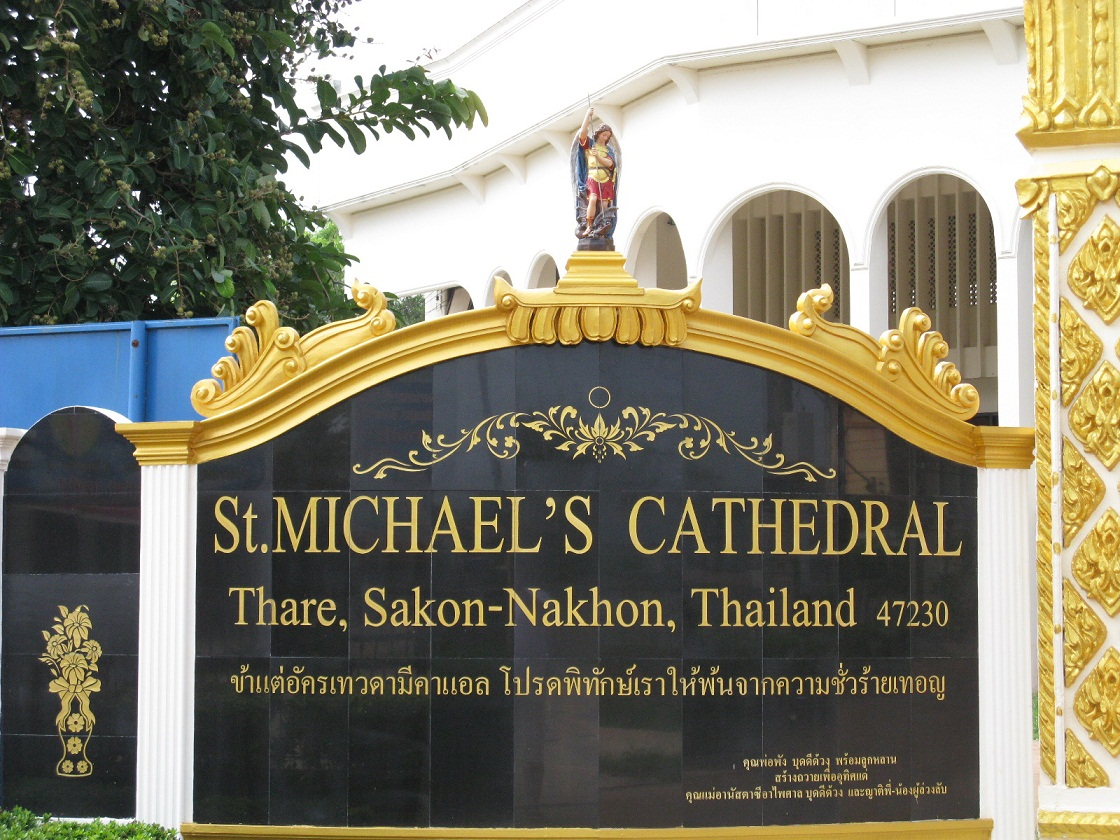
Kathedraal

Het aartsbisdom (rood) binnen Thailand

Het aartsbisdom Thare en Nonseng (Latijn: Archidioecesis Tharensis et Nonsengensis) is een rooms-katholiek aartsbisdom met als zetel Tha Rae (Thare) in het noordoosten van Thailand. De hoofdkerk is St. Michael's Cathedral in Tha Rae.  
In 2020 telde het aartsbisdom 80 parochies. Het aartsbisdom heeft een oppervlakte van 25.447 km² en beslaat de provincies Kalasin, Mukdahan, Nakhon Phanom en Sakon Nakhon. Het aartsbisdom telde in 2019 3.262.000 inwoners waarvan 1,7% rooms-katholiek was.

## Kerkprovincie
De kerkprovincie Thare en Nonseng bestaat verder uit drie suffragane bisdommen:
- Nakhon Ratchasima
- Ubon Ratchathani
- Udon Thani

## Geschiedenis
Tha Rae in het district Mueang Sakon Nakhon werd in 1884 gesticht door de Franse missionaris Xavier Guego en de eerste inwoners waren enkele katholieke families. Dit subdistrict (tambon) is uitgegroeid tot de grootste katholieke gemeenschap in Thailand. In 1950 werd het apostolisch vicariaat Thare opgericht als voortzetting van het apostolisch vicariaat Laos. De eerste bisschop was de Franse missionaris van Parijs Claudius-Philippe Baye. In 1953 werd Michael Mongkhol On Prakhongchit de eerste inlandse bisschop. In 1960 kreeg dit apostolisch vicariaat de nieuwe naam Thare en Nonseng. In 1965 werd het verheven tot aartsbisdom. 

## Aartsbisschoppen
- Michael Kien Samophithak (1965-1980)
- Lawrence Khai Saen-Phon-On (1980-2004)
- Louis Chamniern Santisukniram (2005-2020)
- Anthony Weradet Chaiseri (2020-)